# 은밀하게 위대하게 (영화)
"은밀하게 위대하게"는 대한민국의 만화가 Hun(최종훈)이 2010년 7월 5일부터 2011년 4월 28일까지 다음 만화속세상에 연재했던 동명의 웹툰을 원작으로 한 영화이다. 이 영화는 20000:1의 경쟁률을 뚫고 남파한 북한의 엘리트 간첩 원류환이 동네바보가 되라는 특수지령을 받아 대한민국의 달동네에 체류하며 벌어지는 이야기를 담았다.

## 줄거리
북한의 최고특수부대인 5446부대에 오성조 3대 조장 원류환은 북한에서 첩보임무를 받고 남한에 오게 된다. 남한에서 자신을 감추고 바보 방동구라는 다른 삶으로서 살던 2년째 흑룡조 조장 리해랑이 찾아오고 뒤이어 감시자인 오성조 4대 조장 리해진이 찾아오게 된다. 이들은 남한에서 점차 평범한 무언가를 각자 소망하게 된다. 이때 북한 측에서 남한과 원만한 관계를 위해 리해랑의 아버지(리무혁)는 그들을 없애기 위해 연어를 불러들이라 하지만 그들을 교육시킨 김태원 대좌는 그들의 명예를 위해 자살명령을 내리게 해달라고 요청한다. 원류환은 이에 타당한 이유와 오마니에 대한 보장을 듣고 싶어한다. 그에 따라 북한의 명령에 응하지 않자 결국 북한 특수부대 교관 대좌 김태원이 오게 되면서 이들의 운명이 비극에 달하게 된다.

## 캐스팅
- 김수현 - 원류환 (방동구) 역
- 박기웅 - 리해랑 (김민수) 역
- 이현우 - 리해진 역
- 손현주 - 김태원 역
- 박혜숙 - 전순임 역
- 김성균 - 서수혁 역
- 고창석 - 서상구 역
- 장광 - 고영감 역
- 신정근 - 박씨 역
- 홍경인 - 조두석 역
- 이채영 - 란 역
- 최우식 - 윤유준 역
- 구승현 - 치웅 역
- 조용진 - 세웅 역
- 엄태구 - 황재오 역
- 리민 - 부장 역
- 조영진 - 김희관 역
- 윤원석 - 덩치 역
- 박정기 - 타격팀장 역
- 고인범 - 국정원 원장 역
- 김법래 - 국정원 국장 역
- 문원주 - 최완우 역
- 홍태의 - 어린 해랑 역
- 성유빈 - 어린 리해진 역
- 정영기 - 우체부 1 역
- 이상보 - 국정원 요원 A 역
- 강은탁 - 국정원 요원 C 역
- 원현준 - 국정원 요원 E 역
- 이규섭 - 덩치 부하 1 역
- 이정훈 - 덩치 부하 2 역
- 주현 - 리무혁 역 (특별출연)
- 이연경 - 치웅 모 역 (특별출연)
- 김도균 - 오디션 심사위원 1 역 (특별출연)
- 박은빈 - 윤유란 역 (특별출연)
- 박휘순 - 고영감 아들 역 (특별출연)

## 원작과의 차이점
- 초반 전개

원작: 리해랑 조우>황성민 찾기>서상구 자결 요청>리해랑 오디션.
영화: 리해랑 조우>리해랑 오디션>황성민 찾기>서상구 자결 요청.
- 리해랑 오디션

원작: 직접적인 장면없이 놀이터 미끄럼틀 위에 앉은 해랑이 낙담하고 있고 류환이 상심말라는 위로를 건네는 씬으로만 마무리.
영화: 류환이 서상구에게 옷까지 빌려입어가며 해랑을 미행했고 이후 그가 오디션을 보는 현장까지 직접 목격하게 됨.
- 조두석

원작: 27살 경찰순경
영화: 30살 경찰지망생. 허이란을 짝사랑하지만 항상 퇴짜맞음.
- 서수혁

원작: 국정원 요원이었던 아버지가 김태원의 총에 맞아 죽어가는 현장을 목격했고 이후 백두조에 위장잠입해 남한에 내려온 이중간첩이 됨.
영화: 류환, 해랑, 해진과 마찬가지로 5446부대 출신이지만 탈출 도중 동생을 잃고 남한 특수요원으로 전향함.
- 원류환 변장

원작: 일이 잘 풀렸다는 안도감때문에 변장한 사실을 잊고 길을 걸어오다 동네 사람들에게 걸려 얘깃거리가 됐고 이후 유준을 때리는 불량배들에게 똑같은 변장을 시켜 동네 사람들에게 이상한 괴한이 돌아다니고 있다는 소문을 퍼지게 함.
영화: 원작과 동일하게 변장을 하긴 했지만 아무에게도 들키지 않고 무사히 넘어감.
- 순임의 액자

원작: 류환, 두석, 순임 셋이서만 찍은 사진.
영화: 동네 사람들이 다 함께 찍은 사진들.